# Montlebon
Montlebon és un municipi francès situat al departament del Doubs i a la regió de Borgonya - Franc Comtat. L'any 2007 tenia 1.896 habitants.

## Demografia

### Població
El 2007 la població de fet de Montlebon era de 1.896 persones. Hi havia 712 famílies de les quals 150 eren unipersonals (67 homes vivint sols i 83 dones vivint soles), 241 parelles sense fills, 289 parelles amb fills i 32 famílies monoparentals amb fills.
La població ha evolucionat segons el següent gràfic:
Habitants censats

### Habitatges
El 2007 hi havia 773 habitatges, 729 eren l'habitatge principal de la família, 17 eren segones residències i 26 estaven desocupats. 611 eren cases i 155 eren apartaments. Dels 729 habitatges principals, 561 estaven ocupats pels seus propietaris, 151 estaven llogats i ocupats pels llogaters i 17 estaven cedits a títol gratuït; 14 tenien una cambra, 37 en tenien dues, 75 en tenien tres, 139 en tenien quatre i 464 en tenien cinc o més. 673 habitatges disposaven pel capbaix d'una plaça de pàrquing. A 274 habitatges hi havia un automòbil i a 410 n'hi havia dos o més.

### Piràmide de població
La piràmide de població per edats i sexe el 2009 era:
| Homes | Edats   | Dones |
| ----- | ------- | ----- |
| 0     | 95 o +  | 0     |
| 4     | 90 a 94 | 4     |
| 8     | 85 a 89 | 20    |
| 4     | 80 a 84 | 4     |
| 12    | 75 a 79 | 12    |
| 20    | 70 a 74 | 44    |
| 44    | 65 a 69 | 48    |
| 36    | 60 a 64 | 24    |
| 48    | 55 a 59 | 40    |
| 56    | 50 a 54 | 48    |
| 64    | 45 a 49 | 56    |
| 64    | 40 a 44 | 56    |
| 96    | 35 a 39 | 52    |
| 64    | 30 a 34 | 100   |
| 44    | 25 a 29 | 36    |
| 24    | 20 a 24 | 52    |
| 56    | 15 a 19 | 64    |
| 72    | 10 a 14 | 92    |
| 60    | 5 a 9   | 72    |
| 48    | 0 a 4   | 60    |

## Economia
El 2007 la població en edat de treballar era de 1.216 persones, 957 eren actives i 259 eren inactives. De les 957 persones actives 920 estaven ocupades (499 homes i 421 dones) i 37 estaven aturades (15 homes i 22 dones). De les 259 persones inactives 88 estaven jubilades, 101 estaven estudiant i 70 estaven classificades com a «altres inactius».

### Ingressos
El 2009 a Montlebon hi havia 730 unitats fiscals que integraven 1.969 persones, la mediana anual d'ingressos fiscals per persona era de 23.924 €.

### Activitats econòmiques
Dels 58 establiments que hi havia el 2007, 1 era d'una empresa alimentària, 6 d'empreses de fabricació d'altres productes industrials, 17 d'empreses de construcció, 10 d'empreses de comerç i reparació d'automòbils, 3 d'empreses d'hostatgeria i restauració, 6 d'empreses immobiliàries, 9 d'empreses de serveis, 3 d'entitats de l'administració pública i 3 d'empreses classificades com a «altres activitats de serveis».
Dels 19 establiments de servei als particulars que hi havia el 2009, 4 eren tallers de reparació d'automòbils i de material agrícola, 2 paletes, 6 fusteries, 1 lampisteria, 2 perruqueries, 3 restaurants i 1 agència immobiliària.
Dels 3 establiments comercials que hi havia el 2009, 1 era una gran superfície de material de bricolatge, 1 una botiga de menys de 120 m² i 1 una botiga de mobles.
L'any 2000 a Montlebon hi havia 29 explotacions agrícoles que ocupaven un total de 1.298 hectàrees.

## Equipaments sanitaris i escolars
L'únic equipament sanitari que hi havia el 2009 era una ambulància.
El 2009 hi havia 1 escola maternal i 1 escola elemental.

## Poblacions més properes
El següent diagrama mostra les poblacions més properes.